# Битиця
Би́тиця — село в Україні, у Сумській міській громаді Сумського району Сумської області. Населення становить 437 осіб. Колишній орган місцевого самоврядування — Битицька сільська рада.

## Географія
Село Битиця розташоване за 1 км від правого берега річки Псел, вище за течією на відстані 4,5 км розташоване село Микільське, нижче за течією примикає село Пушкарівка. У селі річка Безіменна впадає у річку Псел. До села примикають лісові масиви (сосна). На березі річки кілька будинків відпочинку і дитячих таборів.

## Археологія
Битицьке городище — городище, розташоване на річці Псел. Особливістю городища є потужні укріплення, створені по всьому периметру поселення. Датоване VIII сторіччям. Крім землянок слов'янського типу трапляються юртоподібні житла, пов'язані з алано-болгарським населенням. За масштабом свого впливу Битицьке городище порівнюється з впливом Києва.
Ряд знахідок дозволяють віднести дане городище до волинцівської культури, проте ряд дослідників роблять припущення, що мова йде про хозарську фортецю або навіть про «центр управління слов'янськими землями сіверян», де стояв військовий гарнізон хозарського намісника. Почасти на користь такого припущення свідчать знахідки зброї: шаблі салтівського типу (палаші), кистені, булави, наконечники списів і стріл, бойові сокири.
Битицьке городище припинило своє існування в IX сторіччі.

## Історія
Село Битиця засноване близько 1710 року. Назва села походить від назви річки Битиці, яка протікала через село.
Відомом, що на кошти Андрія Голіцина у 1846 році у селі була збудована кам'яна однопрестольна Олександро-Невська церква, але за іншими даними відомо, що створена вона набагато раніше — у 1735 або 1755 роках, а на кошти відомого графа у 1846 році була проведена лише реконструкція. Це підтверджують згадки про цю церкву в 1803 і 1817 роках.
За архівними даними, церква Олександра Невського розквітала, маючи три з половиною тисячі душ парафіян та майже 40 десятин землі. Але з 1918 року почалися темні часи для села і для храму особливо. Спочатку комуністами відбираються землі, потім, у 1930 році, радянська влада починає вилучати церковні цінності.
Настоятелем храму з 1921 року і до 1932 був Іоан Приходько. Це один з найвідоміших священиків Сумщини. 1932 року його було репресовано.
В 1941-1945 роках на фронти Німецько-радянської війни було мобілізовано 463 жителі села, з них 359 — загинули. 267 чоловік за бойові заслуги нагороджено орденами й медалями. Старшому сержанту командиру гармати Івану Єременку за мужність і стійкість, виявлені в боях з ворогом на литовській землі, і сержанту Олександру Лазенку, який відзначився під час форсування Десни, присвоєно звання Героя Радянського Союзу.
Станом на 1967 рік в селі 263 дворів, населення — 677 чоловік. Існує восьмирічна школа, у якій налічується 104 учні й 14 учителів, будинок культури на 260 місць, бібліотека, лікарня на 25 ліжок.
12 червня 2020 року, відповідно до розпорядження Кабінету Міністрів України № 723-р «Про визначення адміністративних центрів та затвердження територій територіальних громад Сумської області», село увійшло до складу Сумської міської громади.
19 липня 2020 року, в результаті адміністративно-територіальної реформи та ліквідації Сумського району(1923—2020), увійшло до складу новоутвореного Сумського району.

### Російське вторгнення в Україну (з 2022)
Вночі 7 березня 2022 року близько 22:30 російський літак скинув авіабомби на базу відпочинку «Сонячна поляна», що неподалік від села Битиця, загалом працівники бази нарахували чотири воронки від бомб.
У ніч проти 10 березня 2022 року російська авіація бомбила село. У результаті в центрі села — два влучання, одна з вирв, глибиною близько 2 м. Це вже друге бомбардування Битиці.
Били в одне й те ж місце — офіс агрофірми «ЛСК-11». Навпроти знаходилася сільрада, її приміщення тепер відновленню не підлягає, як і два інших будинки поблизу. Загалом пошкоджено 25 будинків. Зруйновано пам'ятник загиблим під час Другої світової війни, що був навпроти будинку колишньої сільради. Одна людина загинула — директор агрофірми, одна людина отримала контузію.

## Відомі люди
- Єременко Іван Онисимович (1918—1996) — радянський воїн, Герой Радянського Союзу (1945).